# 틱, 틱... 붐!
《틱, 틱... 붐!》(영어: Tick, Tick... Boom!)은 조너선 라슨이 작사 및 작곡한 뮤지컬이다. 《틱, 틱... 붐!》은 1990년 뉴욕에 살고 있는 작곡가 지망생 존의 이야기를 그린다.
라슨은 1990년에 모노드라마 작품으로 이 작품을 공연하기 시작했다. 1996년 사망한 후 극작가 데이비드 오번에 의해 3인조 작품으로 수정되어 2001년 오프브로드웨이에서 초연되었다. 이후, 이 2014년과 2016년에 오프 웨스트 엔드 작품, 웨스트 엔드 작품, 미국 전국 투어, 두 번의 오프 브로드웨이 리바이벌, 수많은 현지 및 국제 작품화가 되었다.
린마누엘 미란다 감독의 장편 데뷔작인 이 뮤지컬을 각색한 영화가 2021년 11월 넷플릭스에서 공개될 예정이다.